# Gianluca e Raul Cestaro
Gianluca Cestaro (Napoli, 26 febbraio 1975) e 
Raul Cestaro (Napoli, 26 febbraio 1975) sono due fumettisti italiani.

## Biografia
Dopo essersi diplomati, i gemelli Cestaro nel 1996 intraprendono la professione di disegnatori di fumetti lavorando al fianco di Giancarlo Alessandrini, col quale realizzano, per il Lucca Comics, Kid, una strana storia. Nello stesso anno entrano a far parte della nutrita schiera di autori della casa editrice milanese Sergio Bonelli Editore; il primo lavoro loro affidato è per la testata Zona X, dopodiché passano a Nick Raider.
La consacrazione definitiva avviene nel 2003 con l'uscita nelle edicole di Pioggia sceneggiato da Claudio Nizzi; da questo albo infatti vengono ammessi ufficialmente nello staff di disegnatori della testata più importante della Bonelli, ovvero Tex, fumetto di cui illustreranno negli anni seguenti altri albi in collaborazione con Tito Faraci.
Nel 2011 realizzano la copertina del settimo Dylan Dog Color Fest.
Lavorano, inoltre, come visual artist per videoclip musicali.
Nel 2013, Gianluca ha realizzato la copertina per l'edizione speciale del primo volume della nuova edizione di Larry Yuma ("Larry Yuma-Il solitario del West") di Claudio Nizzi e Carlo Boscarato, edito da Allagalla.
Nel 2019 vengono designati come copertinisti della serie Maxi Dylan Dog, a partire dal numero 35. Ruolo che viene confermato anche dopo il passaggio al nuovo format Dylan Dog: OldBoy. A partire dal numero 421 della serie regolare di Dylan Dog (numero celebrativo dei 35 anni del personaggio) divengono copertinisti ufficiali della serie.

## Fumettografia
- Tito Faraci (testi), Raul e Gianluca Cestaro (disegni); Appuntamento con l'assassino, in Nick Raider n. 158, Sergio Bonelli Editore, luglio 2001.
- Tito Faraci (testi), Raul e Gianluca Cestaro (disegni); Sotto tiro, in Nick Raider n. 175, Sergio Bonelli Editore, dicembre 2002.
- Claudio Nizzi (testi), Raul e Gianluca Cestaro (disegni); Pioggia, in Tex n. 518, Sergio Bonelli Editore, dicembre 2003.
- Claudio Nizzi (testi), Raul e Gianluca Cestaro (disegni); La valle dell'odio, in Tex n. 534, Sergio Bonelli Editore, aprile 2005.
- Claudio Nizzi (testi), Raul e Gianluca Cestaro (disegni); Colpo su colpo, in Tex n. 535, Sergio Bonelli Editore, maggio 2005.
- Tito Faraci (testi), Raul e Gianluca Cestaro (disegni); Lo sceriffo indiano, in Tex n. 581, Sergio Bonelli Editore, marzo 2009.
- Tito Faraci (testi), Raul e Gianluca Cestaro (disegni); La preda umana, in Tex n. 582, Sergio Bonelli Editore, aprile 2009.
- Fabrizio Accatino (testi), Raul e Gianluca Cestaro (disegni); Copertina, in Dylan Dog Color Fest n. 7, Sergio Bonelli Editore, agosto 2011.
- Tito Faraci (testi), Raul e Gianluca Cestaro (disegni); Sotto scorta, in Tex n. 616, Sergio Bonelli Editore, febbraio 2012.
- Tito Faraci (testi), Raul e Gianluca Cestaro (disegni); I valorosi di fort Kearny, in Tex n. 617, Sergio Bonelli Editore, marzo 2012.
- Chiara Caccivio (testi), Raul e Gianluca Cestaro (disegni); I giorni oscuri, in Dylan Dog Color Fest n. 10, Sergio Bonelli Editore, aprile 2013.
- Giovanni Di Gregorio (testi), Raul e Gianluca Cestaro (disegni); La morte non basta, in Dylan Dog n. 331, Sergio Bonelli Editore, aprile 2014.
- Paola Barbato (testi), Raul e Gianluca Cestaro (disegni); ...e cenere tornerai, in Dylan Dog n. 346, Sergio Bonelli Editore, luglio 2015.
- Mauro Boselli (testi), Raul e Gianluca Cestaro (disegni); Il manicomio del dottor Weyland, in Tex n. 738, Sergio Bonelli Editore, aprile 2022.
- Mauro Boselli (testi), Raul e Gianluca Cestaro (disegni); I misteri di San Francisco, in Tex n. 739, Sergio Bonelli Editore, maggio 2022.
- Mauro Boselli (testi), Raul e Gianluca Cestaro (disegni); Bedlam!, in Tex n. 740, Sergio Bonelli Editore, giugno 2022.
- Giuseppe Pollicelli (testi), Raul e Gianluca Cestaro (disegni); Tiziano Sclavi e gli incubi a rovescio, in La Lettura n. 592, RCS MediaGroup, 2 aprile 2023.